# 李学智 (解放军)
李学智（1948年—），河南伊川人，汉族，中华人民共和国政治人物、第十一届全国人民代表大会解放军代表。
毕业于国防大学基本系，是中共党员。担任沈阳军区联勤部政委。2008年起担任全国人大代表。